# 国立台北護理健康大学
国立台北護理健康大学（平仮名：こくりつたいぺいごりけんこうだいがく、英語: National Taipei University of Nursing and Health Science, NTUNHS）は台湾台北市に位置する医療保健専門大学。略称は北護また国北護である。

## キャンパス

### 校本部
住所：台北市北投区明徳365

### 城區部
住所：台北市万華区内江89

## 沿革
| 年     | 月日 | 事跡                                                                          |
| ------ | ---- | ----------------------------------------------------------------------------- |
| 1947年 | -    | 「台湾省立台北高級医事職業学校」として開校                                    |
| 1953年 | -    | 「台湾省立台北高級護理助産職業学校」と改称                                    |
| 1954年 | -    | 「台湾省立護理専科学校」（Taiwan Provincial Junior College of Nursing）と改称 |
| 1981年 | -    | 「国立台北護理専科学校」と改称                                                |
| 1994年 | -    | 「国立台北護理学院」と改称                                                    |
| 2010年 | -    | 「国立台北護理健康大学」と改称                                                |

## 組織
| - 看護学群 - 看護系/研究所 - 看護助産研究所 - 長期リハビリ研究所 - 中西醫統合看護研究所 - 医療看護教育研究所 - 健康事業管理学群 - 医療看護管理系/研究所 - 情報管理系/研究所 - 旅行健康研究所 | - 保健学群 - 乳幼児保育系/研究所 - 医療言語聴覚研究所 - スポーツ健康系 - 生死教育指導研究所 - 研究センター - 医療看護類課程研究センター - 生死研究室 - 教養課程センター - 教職養成センター |

## 教員

### 歴代校長
| 代     | 氏名   | 任期            |
| ------ | ------ | --------------- |
| 初代   | 譚素蓉 | 1947年 - 1948年 |
| 第2代  | 夏徳貞 | 1948年 - 1958年 |
| 第3代  | 徐藹諸 | 1958年 - 1978年 |
| 第4代  | 朱宝鈿 | 1978年 - 1981年 |
| 第5代  | 沈蓉   | 1981年 - 1990年 |
| 第6代  | 林寿恵 | 1990年 - 2001年 |
| 第7代  | 鍾聿琳 | 2001年 - 2009年 |
| 第8代  | 黃秀梨 | 2009年 - 2013年 |
| 第9代  | 謝楠楨 | 2013年 - 2021年 |
| 第10代 | 呉淑芳 | 2021年 - 2029年 |

## 国際交流協定校

### アフリカ
- ブルキナファソ：国立健康大学

### 北米
- アメリカ合衆国カリフォルニア州：サンディエゴ州立大学
- アメリカ合衆国メリーランド州：メリーランド大学カレッジパーク校
- アメリカ合衆国メリーランド州：聖道大學
- アメリカ合衆国ワシントン州：ワシントン大学
- アメリカ合衆国カリフォルニア州：南カリフォルニア大学
- アメリカ合衆国フロリダ州：マイアミ大学
- アメリカ合衆国ミシガン州：ミシガン大学
- アメリカ合衆国オクラホマ州：奧克拉荷馬城市大學
- アメリカ合衆国ミシガン州：東ミシガン大学

### アジア
- シンガポール：シンガポール国立大学
- 韓国ソウル特別市：首爾女子護理大學
- 中国北京市：北京中医薬大学
- モンゴル：環球領袖大學
- モンゴルゴビ・アルタイ県：戈壁阿爾泰健康科學大學
- タイ：亞洲學者健康大學
- タイテーサバーンナコーン・チエンマイ：チエンマイ大学
- ベトナムフエ：順化醫藥大學
- ベトナム：茶榮大學
- インドネシアジョグジャカルタ市：亞沙葉健康科技大學
- バーレーンムハッラク：愛爾蘭皇家醫學院巴林分校

### ヨーロッパ
- イギリス北アイルランド：阿爾斯特大學
- イギリス北アイルランド：クイーンズ大学ベルファスト
- イギリスイングランド：貝德福特大學
- チェコモラヴィア・スレスコ州：奧斯特拉瓦大學

### オセアニア
- オーストラリアキャンベラ：キャンベラ大学
- オーストラリアクイーンズランド州：クイーンズランド工科大学
- オーストラリアクイーンズランド州：格瑞弗大學
- ニュージーランドオークランド：瑪努考技術健康大學
- ニュージーランドオークランド：オークランド大学

## スポーツ・サークル・伝統
| - 大陸問題研究部 - 芸術部 - 写真部 - 美術研究部 - コンピューター研究部 - 醫療情報部 - 書道部 - 日本同好部 - 英文会話部 - 健康研究部 - 運動傷害防止部 - バドミントン部 - 水泳部 - バスケット部 | - 跆拳道部 - 極限運動部 - 酸素運動部 - チアガール部 - 剣道部 - 卓球部 - 仁愛部 - 山地医療奉仕団 - ダンス部 - ボーイスカウト団 - 慈済青年部 - 自然保育部 - 聖言部 - 佳音部 - 天使部 |